# Extraktgehaltsmessung

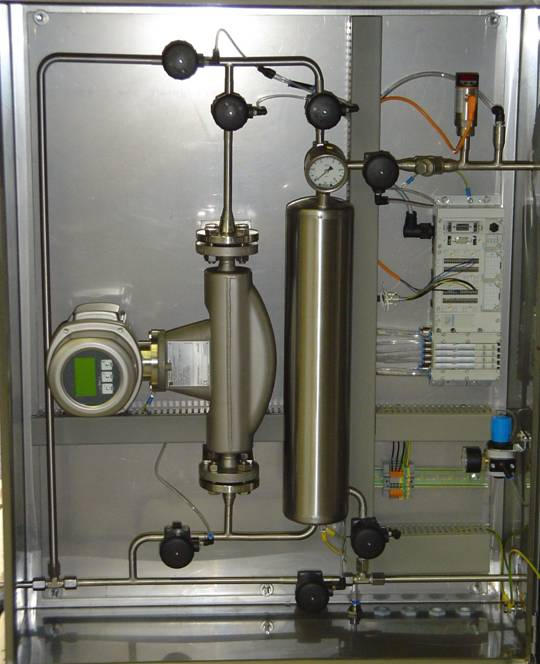
Platomass

Die Extraktgehaltsmessung ist ein industrielles Verfahren zur Bestimmung der Stammwürze bei der Bierherstellung. Die Information über den Zuckergehalt ist wichtig, um eine konstante Produktqualität sicherzustellen. Über den gemessenen Wert der Stammwürze wird u. a. der Biertyp definiert.
Die einfachsten Messmethoden zur Erfassung des Extraktgehaltes basieren auf der Messung der Dichte, immer auf 20 °C kompensiert um einen Faktor, der durch die Temperatur bestimmt wird; die Dichte ändert sich nämlich temperaturabhängig.
So lässt sich ermitteln:
- aus der Dichte einer Würze der tatsächliche Extrakt und
- aus dem Dichtewert eines vergorenen Bieres der scheinbare Extrakt, der noch um den Gehalt an Gärungsprodukten, hauptsächlich Alkohol, kompensiert werden muss.

## Methoden der Dichtemessung
Die Dichte wird auf verschiedene Arten gemessen.
Traditionell wird eine Glasspindel eingesetzt, die je nach Dichte und Temperatur der Probe einen bestimmten Auftrieb entwickelt. Am Hals der Spindel ist eine Skale, die abgelesen wird, in der Spindel befindet sich ein Thermometer, das die Probentemperatur erfasst. Der Wert kann direkt abgelesen werden.
Eine sehr genaue Messung ist mit einem Pyknometer möglich, einem Glasbehälter mit bekanntem Gewicht, der mit einem definierten Volumen exakt befüllt, dann temperiert und ausgewogen wird. Der Extraktwert kann aus einer Tabelle entnommen werden.
Im Prozess lässt sich die Dichte mit dem Corioliseffekt messen. Die hierzu eingesetzten Massedurchflussmesser können über die Veränderung der Resonanzfrequenz des Schwingsystems (= Messrohr(e)) die Dichte des sie durchfließenden Mediums mit guter Genauigkeit erfassen. Die Berechnung erfolgt dann im Messumformer, ein Sensor zur Temperaturkompensation ist im Allgemeinen im Gerät integriert. Mittels entsprechenden Algorithmen kann die berechnete Dichte zudem auf Referenzbedingungen umgerechnet werden.
Schwinggabelsysteme erfassen ebenfalls die Dämpfung, die durch die unterschiedlichen Dichten verursacht wird. Die Auswertung und Kompensation mit einem externen Temperatursignal erfolgt in einem Rechner.
Eine weitere Möglichkeit in Tanks oder Behältern den Extrakt zu messen ist die hydrostatische Methode. Über zwei Drucksensoren wird die Last gemessen, die auf dem unteren Sensor lastet und höher ist als Wasser, und mit einem Temperatursignal in einer Auswerteeinheit kompensiert. Diese Messung ist empfindlich und verlangt das exakte Einhalten der technischen Grundvoraussetzungen. Die eingesetzten hydrostatischen Drucksensoren sind speziell für diese Aufgabe entwickelt.
Neben den mechanischen Methoden besteht auch die Möglichkeit, Ultraschall-Sensoren zur Dichtemessung einzusetzen. Hierbei wird die sich ändernde Schalllaufzeit im Messmedium ausgewertet. Da die Schallgeschwindigkeit zudem temperaturabhängig ist, wird diese mitgemessen und bei der Berechnung der abgeleiteten Dichte mit berücksichtigt.